# Újhegy (Budapest)
Újhegy Budapest egyik városrésze a X. kerületben.

## Fekvése
Határai: Maglódi út a Sibrik Miklós úttól a Kozma utcáig – a X. és a XVIII. kerület közigazgatási határa – a MÁV szolnoki vonala – Sibrik Miklós út a Maglódi útig.

## Története
Mivel a városrész az 1970-es évek óta létezik jelenlegi formájában, emiatt rövid a története. 1970 előtt szőlőtermesztés és külszíni bányászatra zajlott, majd 1971-1987 között felépült a több tízezer ember számára otthont adó panelházas lakótelep. A rendszerváltáskor sokan elköltöztek, Budapest legtöbb kerületéhez hasonlóan. A 2001-es népszámlálás idején a városrész 6 502 lakásában 16 464-en éltek. Az utóbbi években két lakóparkot is felépítettek. A helyiek körében népszerű mesterséges állóvíz a telep keleti szélén található Mély-tó. Körülötte 1977-ben létesült a Bányató Park.

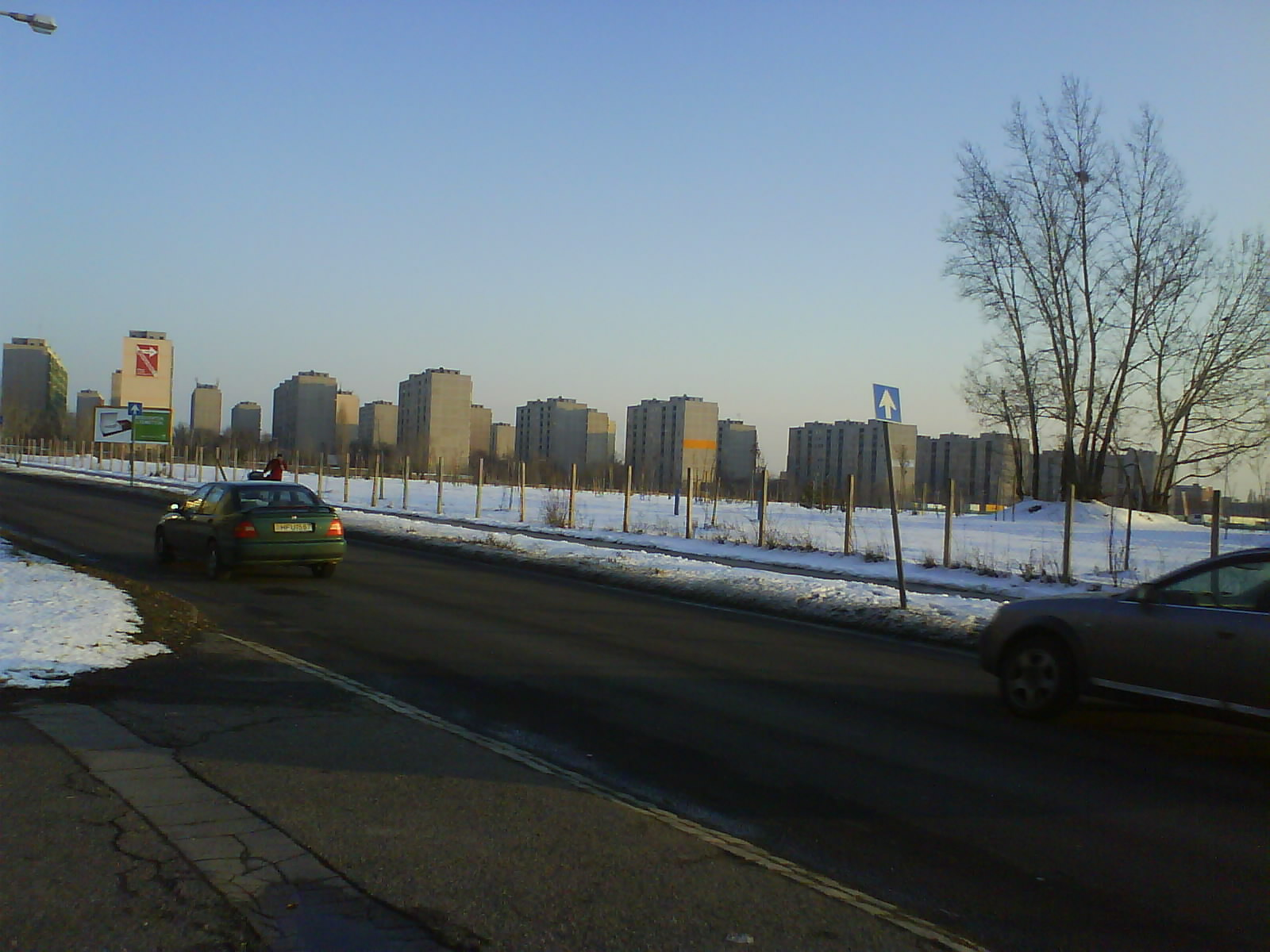
Újhegy a Harmat utca óhegyi szakasza felöl
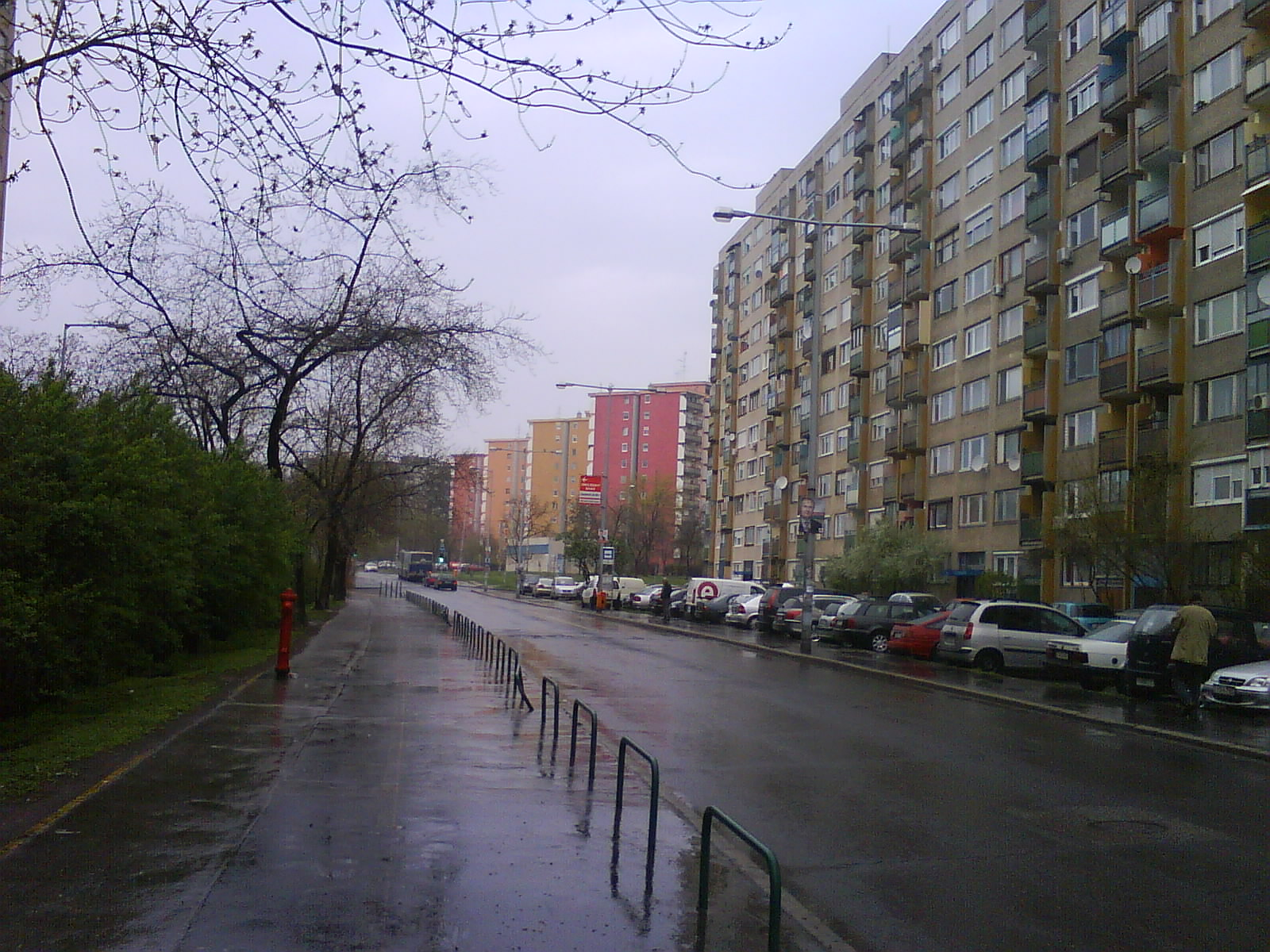
Harmat utca
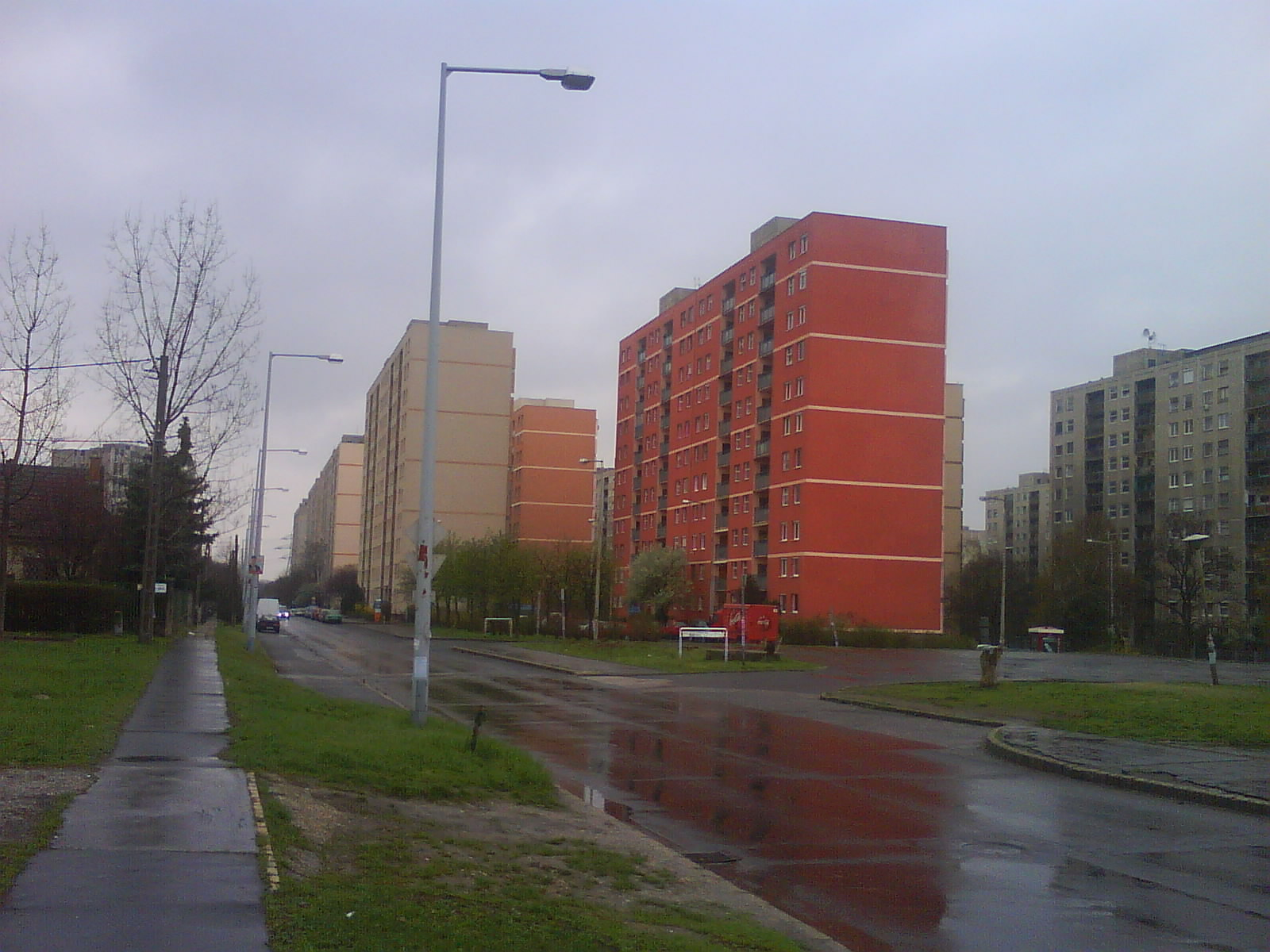
Mádi utca
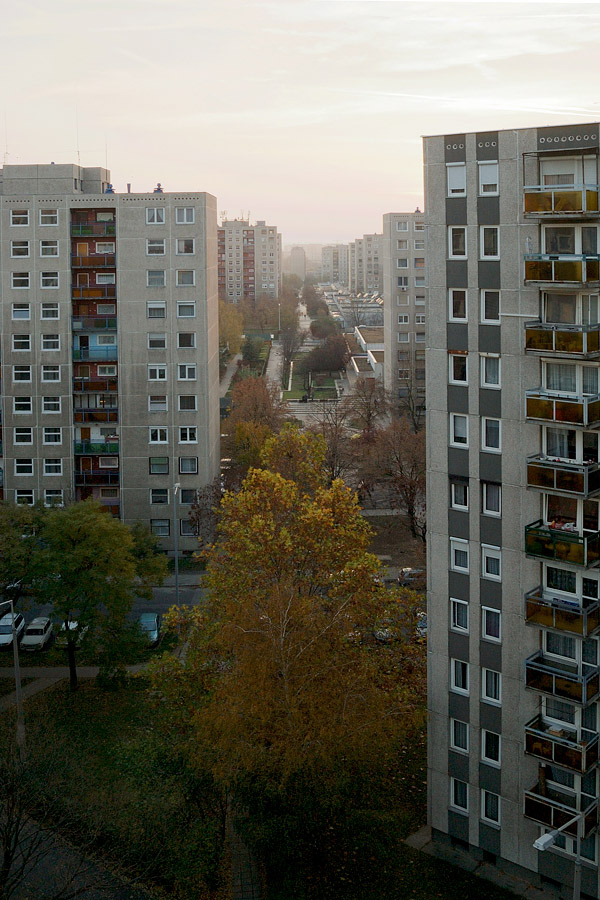
Újhegyi sétány

## Külső hivatkozások
- Újhegyi Hírmondó
- Újhegyi Filmklub